# William Sarokin
William Sarokin é um engenheiro de som norte-americano. Como reconhecimento, foi nomeado ao Oscar 2011 na categoria de Melhor Mixagem de Som por Salt.